# Dans l'abîme du temps
Dans l'abîme du temps (titre original : The Shadow Out of Time) est une nouvelle d'horreur et de science-fiction, à tonalité fantastique, de l'écrivain américain Howard Phillips Lovecraft, publiée en juin 1936 dans le pulp Astounding Stories.
Lovecraft rédige cette longue nouvelle de 25 600 mots du 10 novembre 1934 au 22 février 1935, un de ses derniers textes publiés de son vivant.
L'œuvre est traduite en français par Jacques Papy dans le recueil du même titre paru en 1954 dans la collection « Présence du futur. » En 2001, l'éditeur américain Hippocampus Press (en) publie le texte original, corrigé et annoté par le critique littéraire S. T. Joshi d'après le manuscrit autographe de Lovecraft.

## Résumé

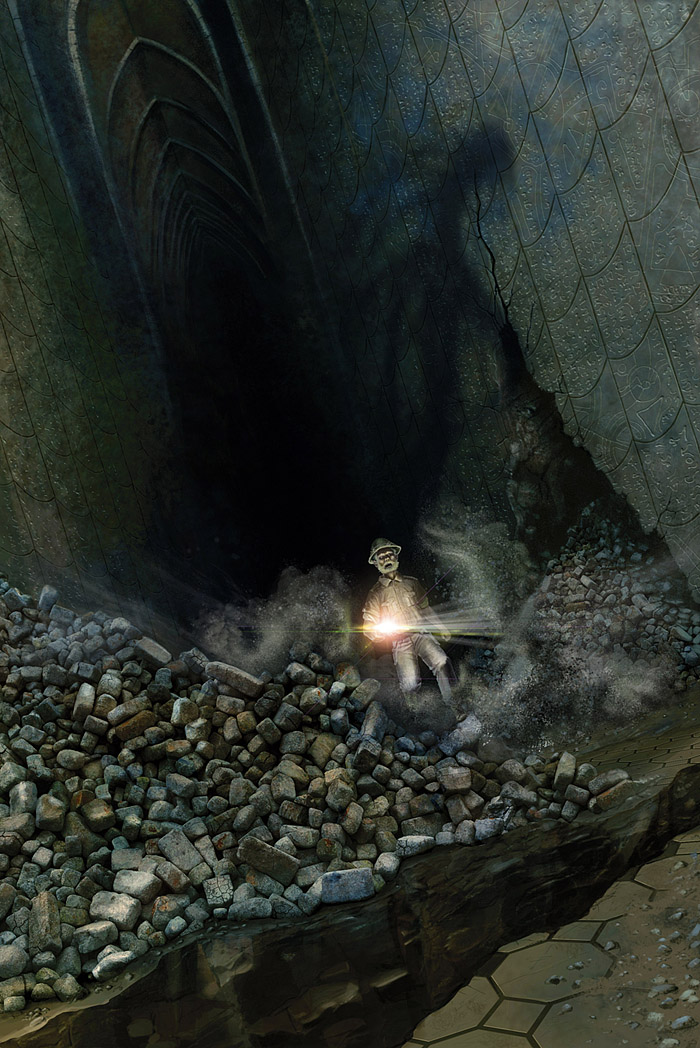
The Shadow Out of Time,
illustration de Meelis Kroshetskin pour une édition publiée par Kirjastus Fantaasia.

La nouvelle retrace près de trente ans de la vie de Nathaniel Wingate Peaslee, professeur d'économie politique à l'université Miskatonic. Cet homme, jusque-là sain d'esprit, connait une période d'amnésie grave entre le 14 mai 1908 (il est alors en plein cours) et le 27 septembre 1913. La nouvelle est construite comme une lettre confession du professeur Peaslee à son fils, également professeur à la Miskatonic en psychologie. Le récit est donc distancié par l'usage du flash-back. Le premier chapitre de cette nouvelle, qui en compte huit, retrace ce que le professeur Peaslee a pu apprendre a posteriori sur ses activités lors de son amnésie. Il semble donc qu'il fut « habité » par une autre personnalité, dotée de connaissances approfondies sur le passé et le futur de l'humanité qu'aucun humain ne devrait être en mesure de connaître. Dans un premier temps, cette entité parasite tente de camoufler ses connaissances et son étrangeté, mais le corps du professeur Peaslee commence à provoquer l'effroi et la peur chez ses connaissances et les gens qui l'entourent. Sa femme divorcera et seul son fils cadet, une fois son amnésie passée, acceptera de le fréquenter. L'entité parasite passe ces cinq années à en apprendre le plus possible sur la société qui l'entoure, les coutumes, l'histoire, les pratiques et les langues. Elle construit également une machine étrange dans son bureau, que seuls quelques observateurs peu intéressés ont pu apercevoir.
Lorsque le professeur Peaslee réintègre son corps en 1913, il a quelques difficultés à reprendre sa vie antérieure. Il fait des rêves chaque nuit, à travers lesquels il pense revivre ce qu'il a fait pendant ces cinq ans d'absence. Il se souvient avoir été entrainé dans un passé très lointain, dans une cité à l'architecture cyclopéenne où une peuplade d'êtres fantasmagoriques, qu'il nomme la Grande Race de Yith, vit et engrange un maximum de connaissances. Ces êtres, pourvus d'un corps conique et de tentacules, doués d'une espérance de vie très longue et de peu de besoins matériels, ont l'étonnante faculté de se projeter dans d'autres entités (animale, végétale, humaine, extra-terrestre) loin dans le passé ou le futur. Ces voyageurs temporels échangent leurs corps avec leurs hôtes le temps du séjour. Lovecraft, par l'intermédiaire du récit du professeur Peaslee, décrit à grand renfort de termes architecturaux et de biologie la civilisation de la Grand-Race pendant plusieurs chapitres. Le professeur Peaslee, cartésien de par son métier de scientifique, refuse de voir autre chose dans ces rêveries que des illusions dues à sa précédente condition d'amnésique, mais il entreprend des recherches approfondies et découvre avec stupeur qu'il n'est pas le premier à rêver de cette société et de ces constructions mystérieuses. Il publie alors le résultat de ses recherches et ses propres notes dans le but de faire avancer la science.
C'est alors qu'en juillet 1934, un chercheur australien contacte le professeur Peaslee car il a découvert d'étranges ruines dans le désert du centre de l'Australie. Ces ruines, d'une civilisation inconnue, ressemblent à celles que Peaslee a décrites dans ses publications des années précédentes dans diverses revues de psychologie. Le professeur réussit à monter une expédition de recherche avec quelques collègues de la Miskatonic et part pour l'Australie en juillet 1935. Sur place, ses rêves rencontrent des traces tangibles de la réalité : les ruines sont bien les restes des bâtiments qu'il parcourait alors qu'il habitait le corps d'un des représentants de la Grand-Race.
Le récit prend alors une autre tournure. Le professeur Peaslee, se rappelant que la Grand-Race craignait par-dessus tout une race encore plus ancienne habitant les tréfonds de la Terre, sait qu'il existe une porte menant aux cités souterraines de ces entités monstrueuses qui furent la cause, dans un lointain passé, de la fuite de la Grand-Race vers un futur lointain. Il sait que cette porte existe et qu'elle n'est plus gardée. Dans une sorte de rêve éveillé, alors qu'il vagabonde hors du camp la nuit du 17 au 18 juillet 1935, il découvre et explore l'un des bâtiments centraux de la ville de la Grand-Race, miraculeusement épargné par des millénaires de mouvements géologiques. Il l'explore à la recherche d'une preuve de son voyage extra-corporel et temporel, malgré la menace des entités monstrueuses qui végètent depuis la nuit des temps dans les sous-sols de la cité. Le professeur Peaslee y trouve un livre enfermé dans une boîte métallique contenant des inscriptions rédigées de sa propre main. Effrayé, il s'enfuit de la cité de la Grand-Race tout en étant la proie de terribles visions à mi-chemin du cauchemar et de la réalité, et finit par rejoindre son camp.

## Thématique, style et inspiration

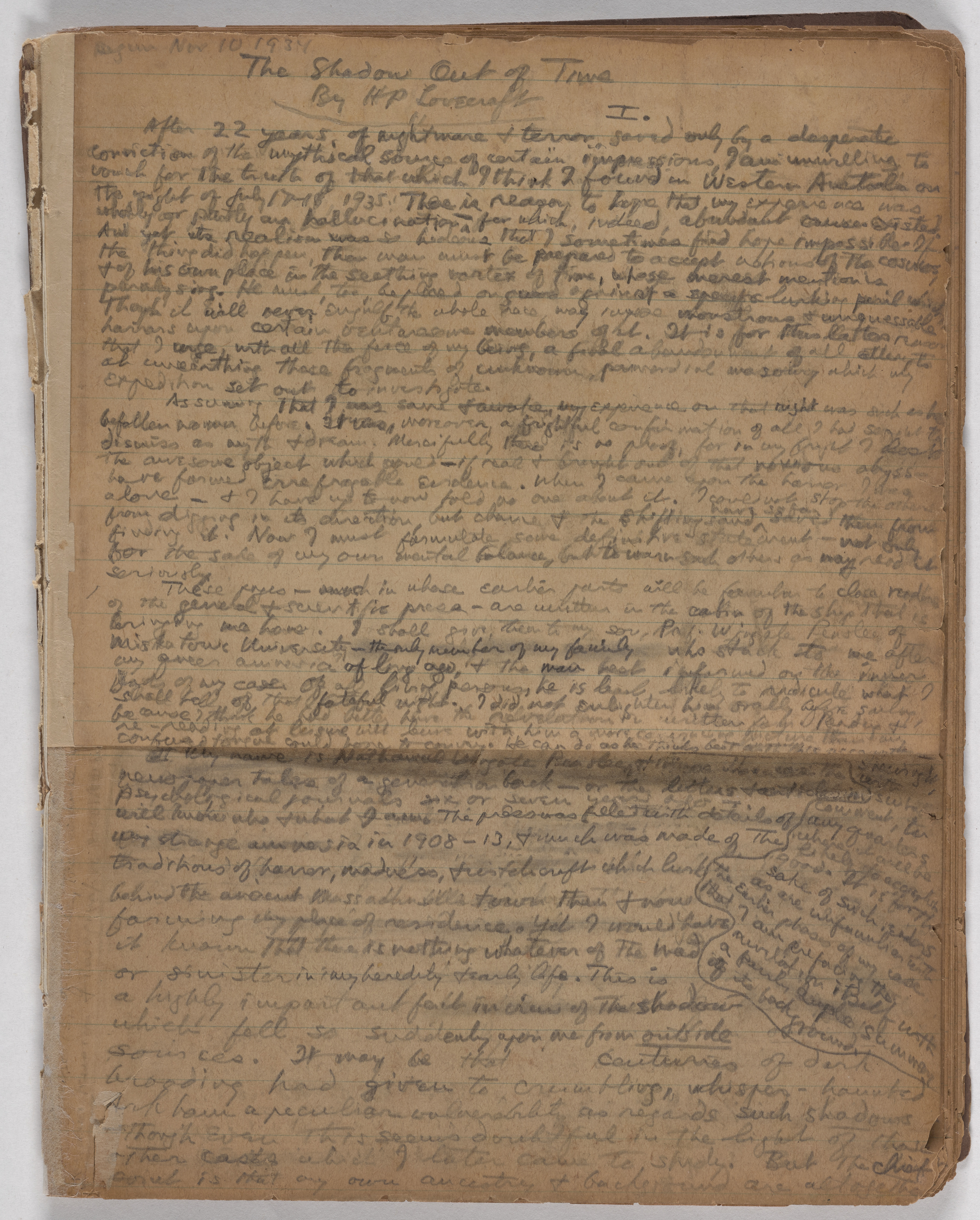
Première page du manuscrit de la nouvelle.

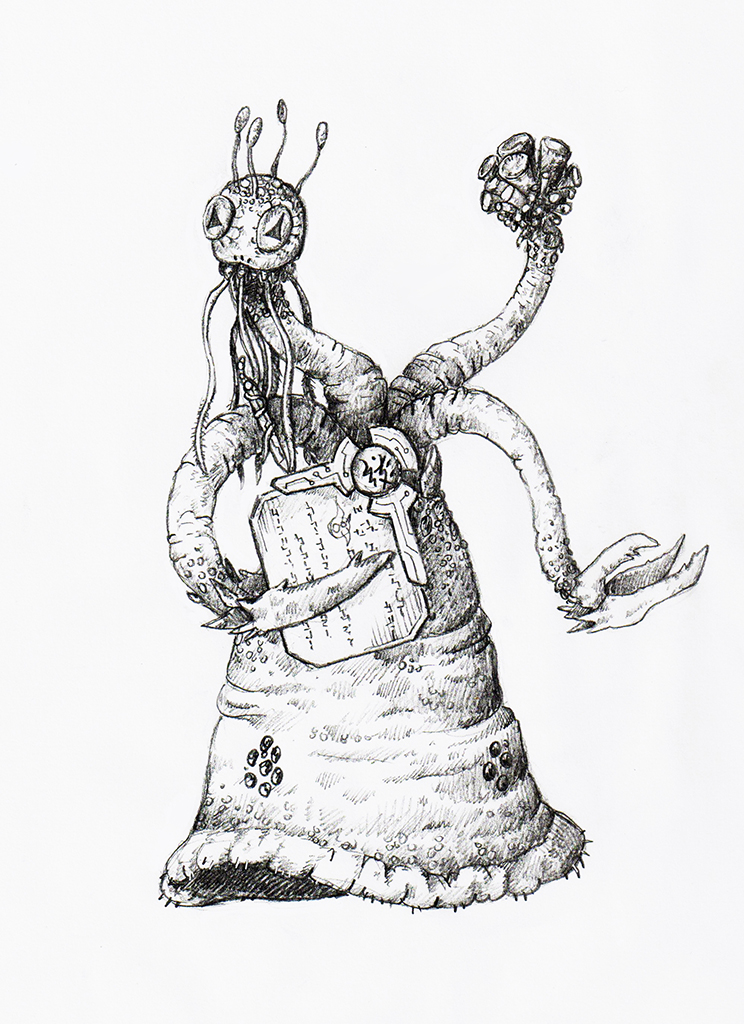
Un membre de la Grande Race de Yith.

Dans cette nouvelle, l'écriture de Lovecraft est caractérisée par deux des traits de style majeurs de l'auteur, à savoir son goût pour l'architecture et celui pour les sciences exactes. Les lieux et la temporalité des événements sont clairement identifiés, en usant par exemple des coordonnées géographiques exactes à plusieurs endroits du récit. Les descriptions architecturales sont nombreuses et très détaillées, tout comme l'est la description physique des représentants de la Grand-Race.
Comme souvent chez Lovecraft, certains passages, notamment vers la fin de la nouvelle, sont de véritables explosions stylistiques, le nombre d'épithètes croissant exponentiellement avec l'intensité dramatique du récit. La nouvelle traduction de Jacques Papy et Simone Lamblin n'a pas modifié cet aspect du style de Lovecraft.
La nouvelle a également deux sources d'inspirations probables. S. T. Joshi cite Berkeley Square, un film fantastique de 1933, comme la plus évidente : « Lovecraft a vu ce film quatre fois à la fin de l'année 1933 ; le portrait [dressé dans le film] d'un homme du XXe siècle qui fusionne d'une manière ou d'une autre avec son ancêtre du XVIIIe siècle est clairement quelque chose qui excita l'imagination de Lovecraft, puisqu'il avait lui-même rédigé un roman sur ce sujet — L'affaire Charles Dexter Ward, encore inédite à l'époque. » Lovecraft dit du film qu'il était « la plus étrangement parfaite incarnation de mes propres humeurs et des pseudo-souvenirs que j'ai toujours eus en moi — car toute ma vie je me suis senti comme si j'allais me réveiller de ce rêve d'une ère victorienne idiote et de l'âge du jazz maladif dans la saine réalité de 1760 ou 1770 ou 1780. » Lovecraft nota quelques problèmes conceptuels dans la manière dont les voyages temporels sont présentés dans Berkeley Square et déclara qu'il avait « éliminé ces défauts dans sa nouvelle magistrale d'échange corporel à travers le temps ».
L'autre source d'inspiration probable sont des nouvelles de fantasy antérieures à la sortie de Dans l'abîme du temps. On citera The Shadowy Thing, de H. B. Drake (publié à l'origine sous le titre de The Remedy en 1925), nouvelle qui traitait de la capacité d'une personne de transférer sa personnalité dans d'autres corps ; mais également Lazarus (1925), de Henri Beraud, durant laquelle le protagoniste principal développe un alter ego durant une longue période d'amnésie et The Return (1910), de Walter de la Mare, où un personnage semble possédé par un esprit venant du XVIIIe siècle.
Lovecraft, traitant du temps et des voyages temporels dans cette nouvelle, cite, dans le début du texte, le nom d'Albert Einstein et de sa théorie de la relativité. Selon Lovecraft, « [Einstein] allait vite ramener le temps à l'état de simple dimension ».
Cette nouvelle est, selon Lin Carter, le plus abouti des textes jamais écrits par Lovecraft.

## Intertextualité

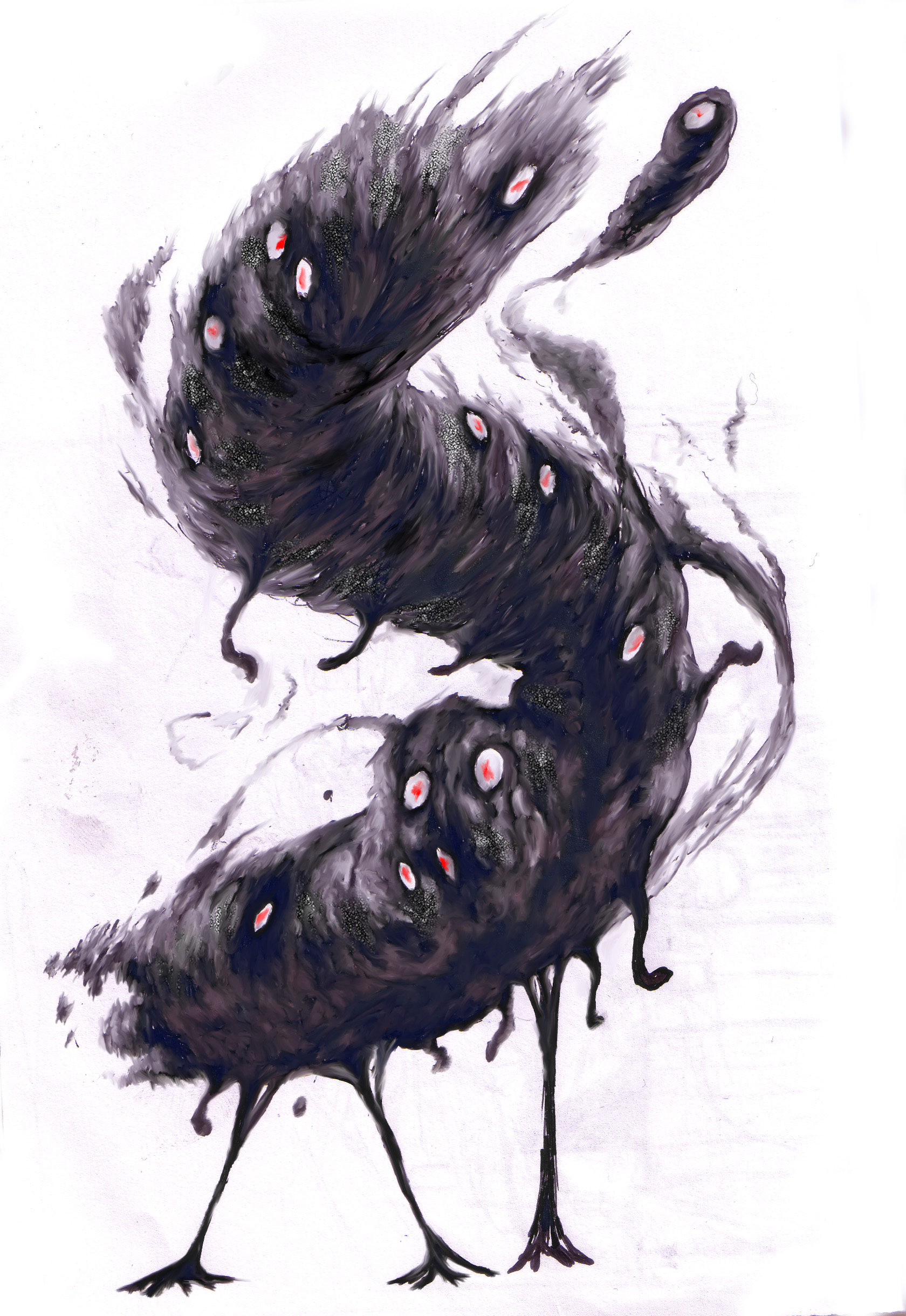
Une des monstrueuses entités souterraines en forme de polype.

Nouvelle tardive dans la carrière de Lovecraft, Dans l'abîme du temps fait référence à de nombreux éléments de la mythologie personnelle inventée par l'auteur et déjà exploité dans ses écrits précédents.
Lovecraft rend également un hommage discret à son collègue Robert E. Howard en insérant dans sa nouvelle le barbare cimmérien « Crom-Ya », également victime des transferts corporels de la Grand-Race. Il s'agit d'une référence claire à Conan le Barbare, également originaire de Cimmérie et adorateur du dieu Crom.
Au sein de la nouvelle, Lovecraft place des éléments liés à d'autres de ses nouvelles, propres à son imaginaire du Mythe de Cthulhu. Des références notamment aux Anciens vus dans Les Montagnes Hallucinées. En outre, la présence du professeur Dyer lors de l'expédition en Australie menée par le protagoniste de Dans L'Abîme du Temps, présent aussi dans Les Montagnes Hallucinées en tant que personnage principal qui découvre l'existence des Anciens et leur rôle sur Terre.

## Grande Race de Yith
La Grande Race de Yith est le peuple le plus avancé technologiquement de l'univers depuis qu'ils ont trouvé le moyen de faire voyager leur esprit dans l'espace et le temps. Lors de ce voyage, l'esprit du membre de la Grande Race s'incarne dans le corps d'un individu d'une autre race, à une autre époque, tandis que l'esprit de l'individu ainsi possédé est exilé à l'époque d'où est venu l'être de la Grande Race. Ces derniers n'agissent pas ainsi pour faire le mal, mais pour acquérir des connaissances. En plus de leur capacité à voyager dans le temps, ils disposent en effet d'une faculté d'apprentissage extraordinaire selon les standards humains, leur permettant d'intégrer par exemple l'ensemble du savoir humain en quatre ans.
Quand le possédé réintègre son corps, il ne conserve généralement que des souvenirs parcellaires de sa période d'exil, qui ne lui reviennent que sous forme de rêves, de visions ou de cauchemars.
Physiquement, la Grande Race de Yith n'a pas de caractéristiques propres : en effet, quand une raison quelconque menace le peuple d'extinction, celui-ci choisit de fuir la menace en s'incarnant dans un autre espace-temps, prenant place dans les corps d'une autre espèce, plus résistante aux nouvelles conditions.
Dans la nouvelle, Lovecraft les décrit à travers l'expérience d'un des humains possédés par un de ces explorateurs avides de connaissance. Les individus de la Grande Race de Yith ont des corps coniques de dix pieds de haut, pour une base de dix pieds de diamètre. Cette base est constituée d'une sorte de muscle gélatineux qui se contracte et se relâche pour assurer le déplacement. Ils possèdent quatre membres qui ont la forme de cylindres de cinq pieds de long au repos. L'un de ces membres supporte ce qui sert de tête, deux autres sont terminés de pinces servant autant à la préhension qu'à la communication grâce à un langage fait de claquements et de grincements.

## Adaptations
Gô Tanabe, Les Chefs-d'Œuvre de Lovecraft - Dans l'abîme du temps, Trad. Sylvain Chollet, éd. Ki-oon, 2019  (ISBN 979-1032704899)